# 나우 아레나
나우 아레나(영어: Now Arena)는 미국 일리노이주 호프만 에스테이츠에 위치한 실내 경기장이다. 과거 ECHL 시카고 익스프레스의 홈경기장으로 사용했으면, 현재 G 리그 윈디 시티 불스의 홈경기장으로 사용되고 있다.